# Ульбастрой
Ульбастро́й (каз. Үлбіқұрылыс) — станційне селище у складі Ріддерської міської адміністрації Східноказахстанської області Казахстану.
Населення — 192 особи (2009; 150 у 1999, 156 у 1989).
Національний склад станом на 1989 рік:
- росіяни — 100 %

У радянські часи селище називалось також 75 км Ульбастроя.